# 959 v.Chr.
Het jaar 959 v.Chr. is een jaartal volgens de christelijke jaartelling.

## Gebeurtenissen

### Egypte
- Koning Psusennes II (959 - 945 v.Chr.) de zevende farao van de 21e dynastie van Egypte.

## Overleden
- Siamun, farao van Neder-Egypte